# Saint-Martin-de-Laye
Saint-Martin-de-Laye – miejscowość i gmina we Francji, w regionie Nowa Akwitania, w departamencie Żyronda.
Według danych na rok 1990 gminę zamieszkiwało 359 osób, a gęstość zaludnienia wynosiła 38 osób/km² (wśród 2290 gmin Akwitanii Saint-Martin-de-Laye plasuje się na 829. miejscu pod względem liczby ludności, natomiast pod względem powierzchni na miejscu 1102.).